# Valenciennes Football Club

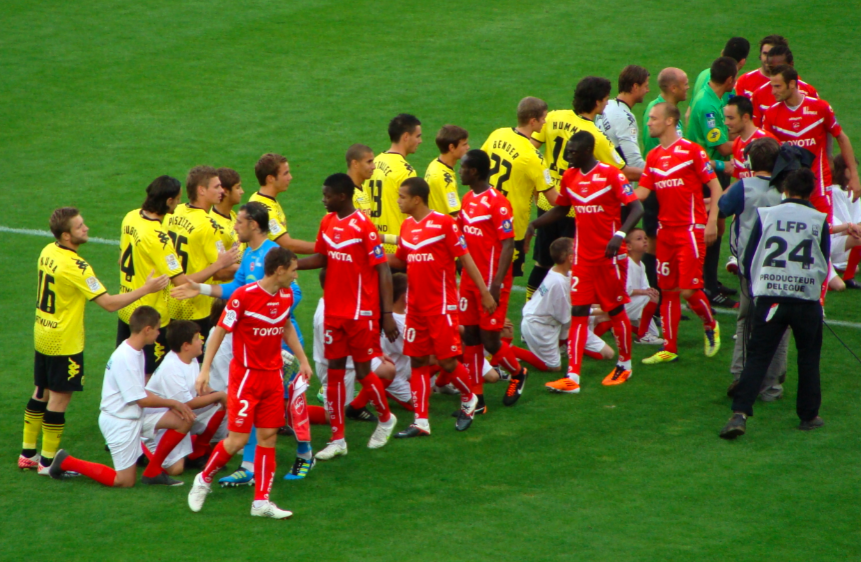
Valenciennes FC ante el Borussia Dortmund en 2011.

Valenciennes Football Club es un club de fútbol francés, de la ciudad de Valenciennes en Norte-Paso de Calais. Fue fundado en 1913 y jugará a partir de la temporada 2024-25, en el Championnat National, la tercera división del fútbol francés, tras haber descendido.

## Historia
En 1913 se funda el Football Club de Valenciennes. Un año después el club se cambia el nombre por el de Union Sportive Valenciennes-Anzin.
En la temporada 1935/36 el equipo debuta en la máxima categoría del fútbol francés.
En 1996 pasa a llamarse Valenciennes Football Club.
Es uno de los equipos con más simpatía de Francia, pero que rinde muy poco y siempre pelea los últimos lugares de la clasificación.

## Uniforme
- Uniforme titular: Camiseta, pantalón y medias rojas.
- Uniforme alternativo: Camiseta blanca, pantalón y medias blancas.

## Estadio
El Stade du Hainaut, fue inaugurado el 26 de julio de 2011, con capacidad para 25.000 personas y es el principal recinto deportivo del club. Sustituye al vetusto Stade Nungesser.

## Datos del club
- Temporadas en la Ligue 1: 24[2]
- Temporadas en la Ligue 2: 30
- Mejor puesto en la liga: 3.º (Ligue 1, temporadas 1964-65 y 1965-66)
- Peor puesto en la liga: 19.º (Ligue 1, temporadas 1960-61 y 1970-71)

## Palmarés

### Torneos nacionales
- Ligue 2 (2): 1972, 2006
  - Subcampeón de Ligue 2 en 1935, 1937, 1962, 1992
- Championnat National (1): 2005
- Championnat de France Amateurs (1) 1998
- Subcampeón de la Copa de Francia en 1951

### Torneos internacionales
- Subcampeón del Mundial de Subclubes en 2013.

## Rivalidades
Sus máximos rivales son sus vecinos, LOSC, RC Lens y US Boulogne.